# Seznam chráněných území v okrese Detva
Toto je seznam chráněných území v okrese Detva aktuální k roku 2017, ve kterém jsou uvedena chráněná území v oblasti okresu Detva.
| Kód  | Obrázek                     | Typ | Název                   | Rozloha (ha) | Galerie Commons                                  | Popis území | Souřadnice                         |
| ---- | --------------------------- | --- | ----------------------- | ------------ | ------------------------------------------------ | ----------- | ---------------------------------- |
| 1027 |                             | PR  | Habáňovo                | 3,3533       |                                                  |             |                                    |
| 1049 |                             | CHA | Horná Chrapková         | 1,0585       |                                                  |             |                                    |
| 1112 |                             | CHA | Hrončiačka              | 2,4977       |                                                  |             |                                    |
| 295  | Výhľad z Kaľamárky na Detvu | PP  | Kalamárka               | 1,2800       | Kategorie „Kalamárka“ na Wikimedia Commons       |             | 48°36′20″ s. š., 19°25′6″ v. d.    |
| 1095 |                             | PR  | Kopa                    | 5,6900       |                                                  |             |                                    |
| 1067 |                             | PP  | Krivánsky potok         | 10,2341      |                                                  |             |                                    |
| 354  | Melichova skala             | PP  | Melichova skala         | 0,0940       | Kategorie „Melichova skala“ na Wikimedia Commons |             | 48°35′37″ s. š., 19°27′1″ v. d.--> |
| 379  |                             | PR  | Pod Dudášom             | 6,2400       |                                                  |             |                                    |
| 396  |                             | PR  | Pstruša                 | 7,3605       |                                                  |             |                                    |
| 404  |                             | PR  | Rohy                    | 25,0300      |                                                  |             |                                    |
| 476  | Vodopád Bystrého potoka     | NPP | Vodopád Bystrého potoka | x            | Kategorie „Vodopád Bystré“ na Wikimedia Commons  |             | 48°37′19″ s. š., 19°28′46″ v. d.   |
| 383  |                             | NPR | Zadná Poľana            | 855,4941     |                                                  |             |                                    |